# Zoológico de Basilea
El Zoológico de Basilea (en alemán: Zoo Basel) es un parque zoológico sin fines de lucro ubicado en la ciudad de Basilea, en Suiza. Su nombre oficial es «Jardín Zoológico de Basilea». Los residentes de Basilea, sin embargo, llaman a su zoológico cariñosamente Zolli. Su entrada principal está justo en el centro de Basilea y se extiende por el valle del arroyo Birsig a los límites de la ciudad de Basilea con Binningen.
El zoológico de Basilea es el más antiguo (1874) y más grande de Suiza (por número de animales). Con más de 1,7 millones de visitantes al año, es el atractivo turístico más visitado de Suiza.
El Zoológico de Basilea fue clasificado como uno de los quince mejores zoológicos del mundo por la revista Travel Forbes en 2008, y en 2009 como el séptimo mejor en Europa por Anthony Sheridan, de la Sociedad Zoológica de Londres.

## Acuario
El acuario (llamado Vivarium en Basilea) fue inaugurado en 1972 y ha tenido varios éxitos notables de reproducción a través de los años. Estos incluyen descendencia de pulmonados en 2006,  repitieron con la especie del rey pingüino, y tortugas desde 1981. 
Para mayo de 2012, hay alrededor de 6.000 animales individuales en el Vivero de 480 especies diferentes, incluyendo reptiles, anfibios, pingüinos de Gentoo, y pingüinos rey.